# Gentiana linearis
Gentiana linearis là một loài thực vật có hoa trong họ Long đởm. Loài này được Froel. mô tả khoa học đầu tiên năm 1796.